# Khortytsia
Khortytsia (tiếng Ukraina: Хортиця, phát âm [ˈxɔrtɪtsʲɐ]) là đảo lớn nhất trên sông Dnepr (Dnipro), dài 12,5 km và rộng 2,5 km. Đảo này là một phần của Vườn quốc gia Khortytsia. Di tích lịch sử này nằm trong địa giới thành phố Zaporizhzhia, Ukraina.
Đảo này đóng một vai trò quan trọng trong lịch sử Ukraina, đặc biệt là trong lịch sử của người Cossack Zaporozhia. Đảo có hệ động thực vật độc đáo, bao gồm rừng sồi, rừng vân sam, đồng cỏ và thảo nguyên . Phần phía bắc của đảo có nhiều đá và cao (cao 30 m so với lòng sông), còn phần phía nam thấp và thường bị ngập bởi nước sông Dnepr.

## Địa lý

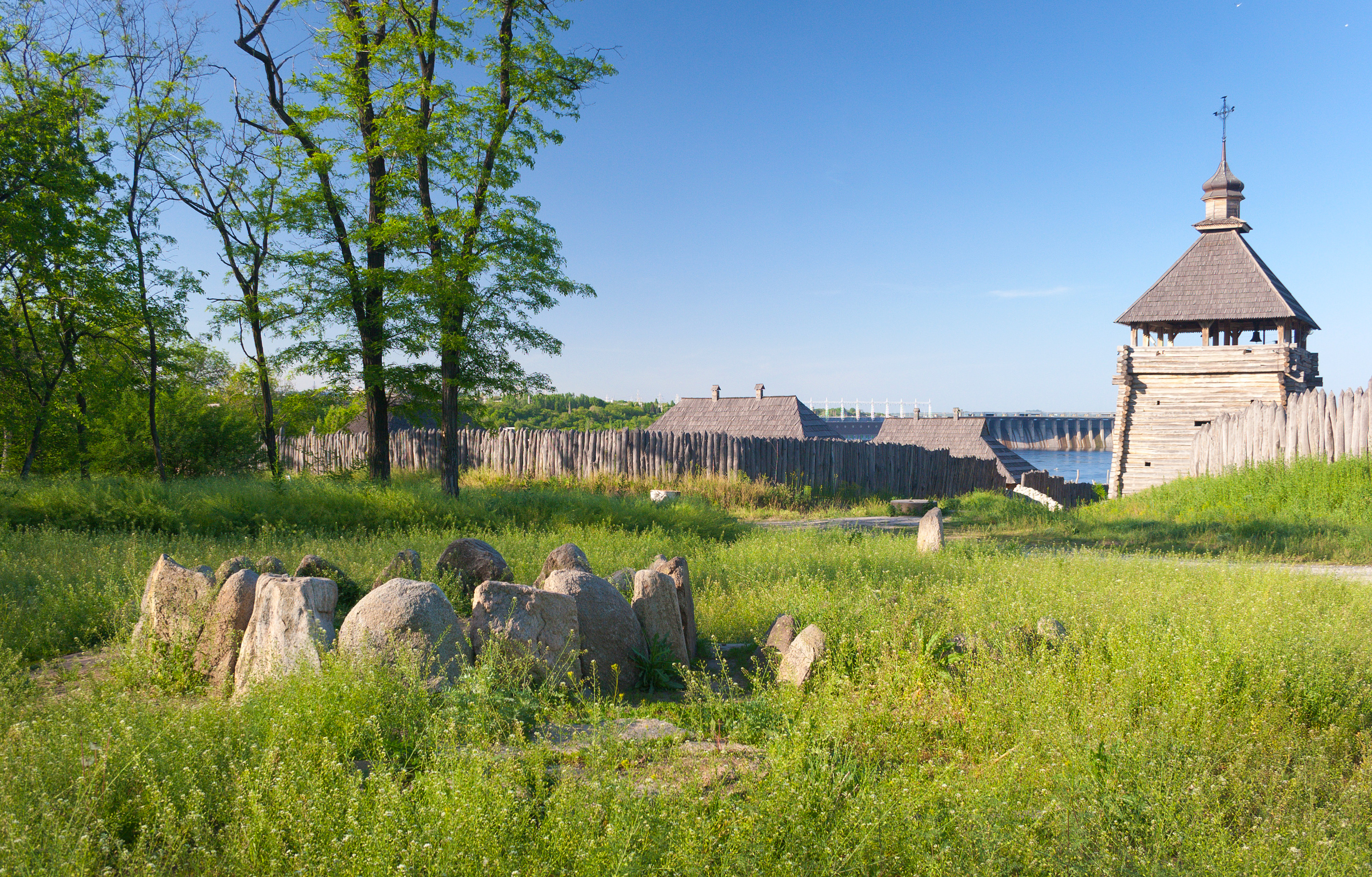
Một bệ thờ thời đồ đá mới được dựng lại tại Khortytsia

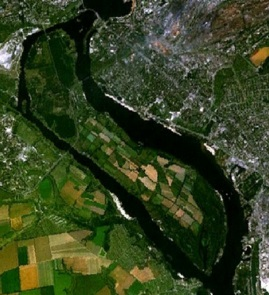
Đảo Khortytsia nhìn từ không gian

Zaporizhzhia (nghĩa đen là "bên kia các ghềnh") lấy tên từ một khu vực địa lý ở hạ lưu sông Dnepr qua ghềnh sông thứ chín. Vào thập niên 1930 khi Nhà máy thủy điện Dnepr được xây dựng, những ghềnh này đã bị ngập lụt. Chỉ có những vách đá granit cao tới 50 m là minh chứng cho địa hình đá nguyên thủy của khu vực.
Trên đảo Khortytsia tại đỉnh Savutyn, gần một khe núi cùng tên, có ba tháp truyền tải điện cao 74,5 m, được gọi là Bộ ba cột tháp Zaporizhzhia, là một phần của đường dây điện 150 kV bắc qua sông Dnepr.

## Lịch sử
Khortytsia liên tục có người sinh sống trong năm thiên niên kỷ qua. Các đảo khác trong vùng lân cận cũng có dấu hiệu của sự cư trú tập trung trong thời kỳ Ấn-Âu nguyên thủy và Scythia. Đảo Khortytsia Nhỏ được biết đến với di cốt của người Scythia và một công sự Cossack vô chủ. Đảo nhỏ Sredeny Stih (ở phía đông bắc của Khortytsia), được khai quật trong quá trình xây dựng nhà máy thủy điện vào năm 1927, và được đặt tên cho nền văn hóa Sredny Stog.
Trong sơ kỳ Trung cổ, Khortytsia là một trung tâm chủ chốt của tuyến mậu dịch từ người Varangia đến người Hy Lạp. Trong chuyên luận De Administrando Imperio của mình, Hoàng đế Constantine VII đề cập đến đảo Thánh Georgiy ngay phía hạ lưu của các ghềnh sông. Ông tường thuật rằng khi đi qua ghềnh sông, người Rus' sẽ trở thành con mồi dễ dàng cho những người Pecheneg du mục. Thân vương Svyatoslav I của Kiev Rus' đã bị tấn công và giết chết trong nỗ lực vượt qua ghềnh sông vào năm 972.

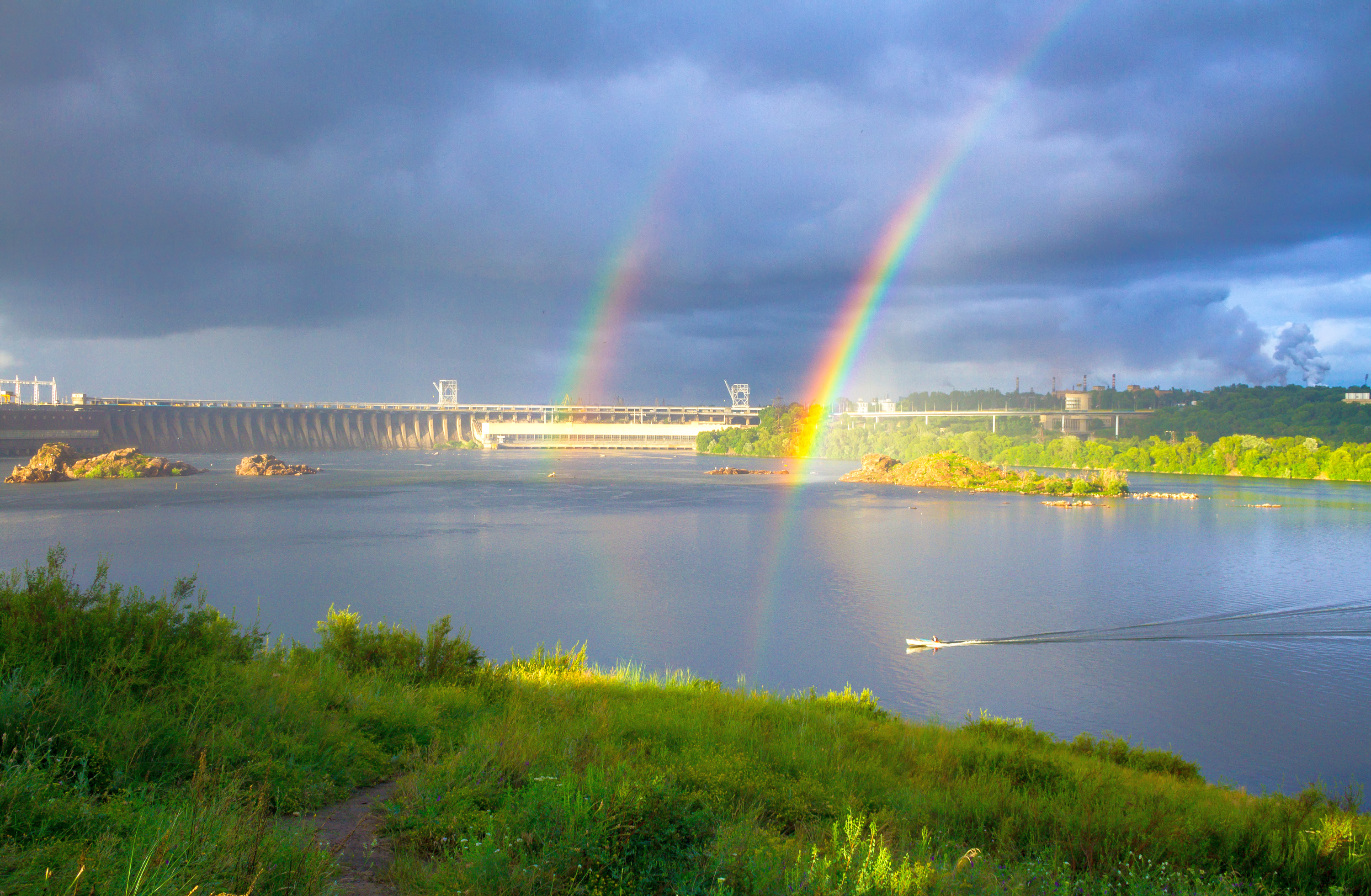
Quang cảnh nhà máy thủy điện Dnepr nhìn từ Khortytsia

Ghi chép sớm nhất về một thành trì được gọi là sich đề cập đến thành trì nằm trên đảo Khortytsia Nhỏ (Đảo Mala Khortytsia) và được thành lập bởi Thân vương Volyn Dmytro Vyshnevetsky. Đảo Khortytsia Nhỏ nhỏ hơn đảo Khortytsia 20 lần. Sich Khortytsia đầu tiên tồn tại sáu năm (1552–1558). Có một số địa điểm khác ở hạ lưu dưới ghềnh (khu vực Zaporozhia) là nơi đặt Sich Zaporizhia.
Trong đó có tám địa điểm: Bazavluk (1593–1630), Mykytyn (1628–1652), Chortomlyk (1652–1709), Kamin (1709–1711), Oleshkiv (1711–1734), Pidpilna (1734–1775). Tất cả những nơi này đều ở ngã ba sông. Cuộc nổi dậy do Bohdan Khmelnytsky lãnh đạo bắt đầu tại Sich Mykytyn vào năm 1648. Truyền thuyết kể rằng người Cossack đã viết Lời hồi đáp của người Cossack Zaporozhia cho Sultan Mehmed IV của Đế quốc Ottoman trên đảo Khortytsia.
Năm 1775, Sich bị tướng quân Nga Tekhely phá hủy theo lệnh của Yekaterina II, dẫn đến việc người Cossack Zaporozhia phải di dời, nhiều người trong số họ cuối cùng đã định cư trên sông Kuban ở khu vực Kavkaz. Những người Cossack này được gọi là Cossack Kuban. Một bộ phận người Cossack  Zaporozhia trốn thoát sang bên kia sông Danube để trở thành chư hầu của Ottoman, họ sống ở cửa sông Danube.
Vào năm 1830, nhiều người trong số những người Cossack này đã chuyển đến và thành lập một sich mới trên bờ biển Azov (giữa Mariupol và Berdiansk). Koshevoy Ataman (lãnh đạo) cuối cùng của Sich Zaporozhia là Petro Kalnyshevsky bị giam cầm tại Tu viện Solovetsky ở tuổi 85.
Năm 1789, những tín đồ Mennonite từ thành phố cảng Baltic Gdańsk (Danzig) được sa hoàng mời đến thành lập các khu định cư trên thảo nguyên rộng lớn của Đế quốc Nga. Một trong những khu định cư này nằm trên đảo Khortytsia. Họ canh tác trên đất đảo màu mỡ. Một số hoạt động kinh doanh sinh lợi của họ là buôn bán gỗ từ các khu rừng Khortytsia. Năm 1916, người định cư Mennonite đã bán đảo Khortytsia cho hội đồng thành phố Alexandrovsk.
Năm 1965, đảo Khortytsia được "tuyên bố là khu bảo tồn lịch sử và văn hóa". Khu bảo tồn văn hóa và lịch sử nhà nước các ghềnh Dnepr được thành lập năm 1974; nó bao gồm cả đảo Khortytsia, các đảo và bãi đá liền kề, và một phần hữu ngạn sông Dnepr. Tổng diện tích của khu bảo tồn là 2.359 ha. Khu bảo tồn được công nhận là cấp quốc gia vào năm 1993.

## Khu bảo tồn quốc gia

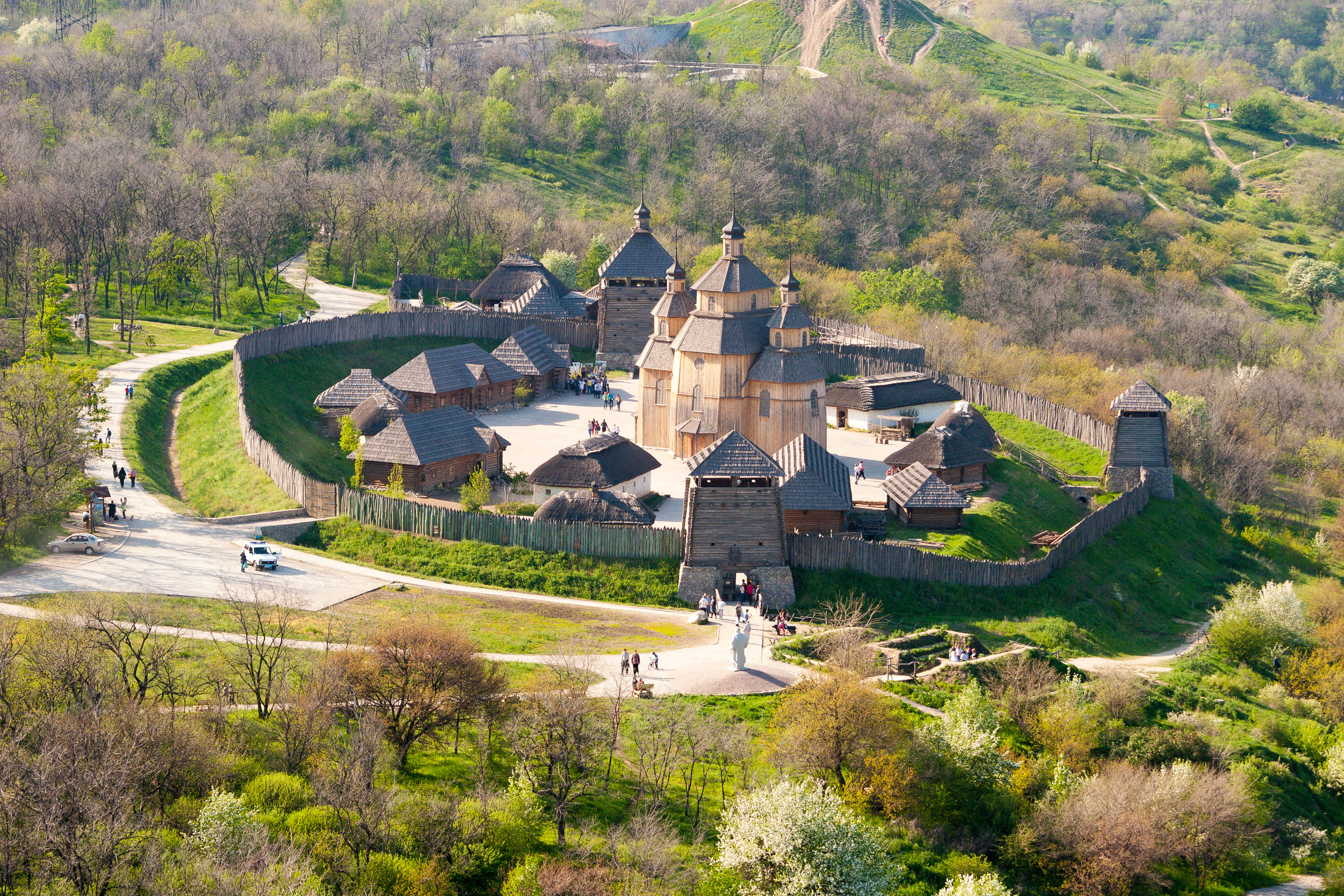
Bảo tàng người Cossack Zaporozhia

Phần chính của khu bảo tồn (công viên lịch sử) bao gồm Bảo tàng Cossack Zaporizhia có buổi triển lãm ngựa Cossack. Tòa nhà bảo tàng hiện đại, nép mình thấp trong cảnh quan với tầm nhìn ấn tượng ra Nhà máy thủy điện Dnepr ở phía bắc. Bảo tàng được khai trương vào tháng 10 năm 1983 với tên gọi Bảo tàng Lịch sử Zaporizhzhia. Dự án bảo tàng đã được Bộ Văn hóa và Derzhbud của Ukraina phê duyệt vào tháng 12 năm 1970. Diện tích triển lãm của bảo tàng là 1.600 m² và mô tả các chủ đề sau: Khortytsia thời cổ đại, lịch sử của người Cossack Zaporizhia, và lịch sử của Zaporizhzhia trong thời kỳ xây dựng chủ nghĩa xã hội.
Có bốn hoạt cảnh tầm sâu: "Trận chiến Sviatoslav tại ghềnh sông" (tác giả M. Oviechkin), "Cuộc nổi dậy của những người Cossack nghèo khó tại Sich Zaporizhia năm 1768" (M. Oviechkin), "Việc xây dựng nhà máy thủy điện Dnepr" (V. Trotsenko), " Cơn bão đêm thành phố Zaporizhzhia tháng 10 năm 1943" (M. Oviechkin). Một phần của bảo tàng đã trở thành rừng rồi Zaporizhzhia nằm ở Thượng Khortytsia. Năm 1992, phần trưng bày của bảo tàng được thiết kế lại.
Bảo tàng trưng bày các hiện vật có từ thời kỳ đồ đá cho đến thời kỳ Scythia (khoảng 750–khoảng 250 TCN) cho đến thế kỷ 20.